# Mary Foster
Mary Louise Foster (* 20. April 1865 in Melrose, Massachusetts, USA; † 21. Juni 1960) war eine US-amerikanische Biochemikerin und Hochschullehrerin. Sie war Professorin für Chemie am Smith College und richtete als Direktorin das erste Chemielabor für Frauen in Spanien an dem Internationalen Mädcheninstitut in Madrid ein.

## Leben und Werk

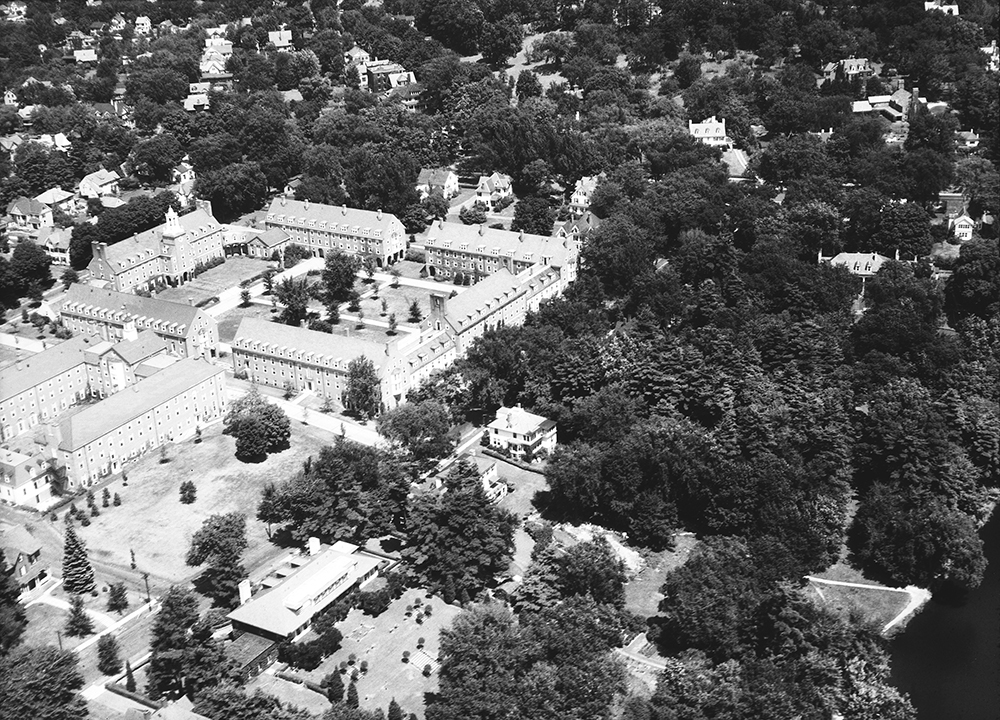
Smith College, Northampton, ca. 1932–1934

Foster besuchte von 1878 bis 1883 die Girls’ Latin School in Boston und studierte anschließend von 1888 bis 1891 Klassische Philologie am Smith College. Nach ihrem Abschluss unterrichtete sie von 1891 bis 1896 Chemie und Physik an der West Roxbury High School. Während dieser Zeit war sie von 1893 bis 1895 auch am Massachusetts Institute of Technology in Boston eingeschrieben. 1898 wurde Foster als Chemielehrerin an der Lynn High and Classical School eingestellt. Im folgenden Jahr wurde sie wissenschaftliche Hilfskraft am Labor für Physiologie und Chemie in New York, wo sie bis 1901 blieb.
Von 1903 bis 1907 arbeitete Foster als Forschungschemikerin in der Abteilung für Pharmakologie an der Columbia University und war während dieser Zeit von 1904 bis 1905 auch selbst Professorin in der Chemieabteilung des Woman’s Medical College in New York. Anschließend wurde Foster als Dozentin an das Smith College berufen, wo sie 1908 außerordentliche Professorin für Biochemie wurde. Die folgenden Jahre spielten eine wichtige Rolle bei der Einführung des Fachgebiets Biochemie in den Lehrplan. 1916 bot sie den ersten Biochemiekurs am Smith College an.
1912 erhielt sie ihren Master-Abschluss am Smith College und 1914 promovierte sie an der University of Chicago. Im Sommer 1917 forschte sie am Rockefeller Institute for Medical Research. 1918 wurde sie für ein Jahr Sekretärin der Fakultät am Smith College. Zusammen mit Gladys Anslow begann sie mit der Erforschung der Chemie und Absorptionsspektren von Aminosäuren. Spezielle optische Geräte wurden vom National Bureau of Standards ausgeliehen und ihre Forschungsergebnisse veröffentlichten sie im Journal of Biological Chemistry und im Physical Review.
1920 wurde ihr die Stelle als Direktorin am Internationalen Mädcheninstitut in Spanien in Madrid angeboten, die sie bis 1922 innehatte. Unter ihrer Leitung wurde in der Residencia de Señoritas ein erstes Chemielabor eingerichtet. Bei einem erneuten Aufenthalt in Madrid, der gemeinsam vom Board for Expansion of Studies und dem International Institute finanziert wurde, entwarf sie ein neues und größeres Labor. Diese neuen Einrichtungen wurden 1928 unter dem Namen Foster Laboratory eingeweiht. Foster arbeitete von 1930 bis 1932 wieder in Madrid als Labororganisatorin in dem von ihr mit aufgebautem Labor.

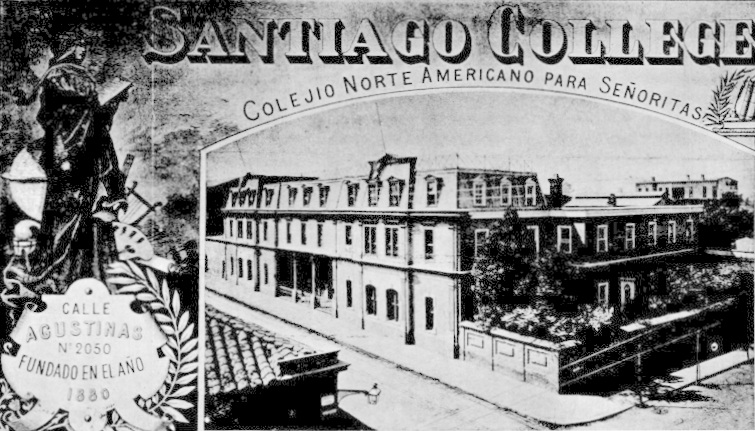
Santiago College, 1903

1932 ging sie an das Santiago College in Chile, um dort als Direktorin der neuen Labore für Chemie und Physik zu arbeiten.
In den folgenden Jahren forschte sie, veröffentlichte zahlreiche Arbeiten und hielt mehrere Vorträge auf ihrem Fachgebiet.
Foster starb 1960 im Alter von 95 Jahren.
2023 wurde ihr zu Ehren eine Gedenktafel im Arniches-Gebäude, dem ehemaligen Sitz der Residencia de Señoritas, feierlich enthüllt.

## Veröffentlichungen
- The absorption spectra of glycine solutions and their interpretation. 1933.
- The influence of substituent groups on the visible and ultra-violet absorption spectra of amino acids and related substance. 1932.
- The visible and ultra-violet absorption spectra of certain amino acids and their significance. 1931.
- A study of some of the chemical characteristics and the absorption spectrum of cystine. 1930.
- Studies on a method for the quantitative estimation of certain groups in phospholipins. 1915.
- A Preliminary Study of the Biochemical Activity of Bacillus lactis erythrogenes. 1913.
- Comparative Study of Metabolism of Pneumococcus, Streptococcus, Bacillus lactis erythrogenes and Bacillus anthracoides. 1913.